# Vuelo 593 de Aeroflot
El vuelo 593 de Aeroflot fue un vuelo operado por Russian International Airlines, con un Airbus A310 de pasajeros operado a través de Aeroflot que se estrelló en una colina en Óblast de Kémerovo (Rusia) el 23 de marzo de 1994. Los setenta y cinco pasajeros y tripulantes murieron en el accidente.
La grabadora de voz y de datos reveló que el hijo de quince años del piloto, Eldar Kudrinsky, mientras estaba sentado en los controles, había desconectado sin saberlo el control del piloto automático del A310, en su sección de alerones. El avión comenzó a virar incrementando cada vez más el giro hasta llegar a ponerse en vertical mientras que los pilotos eran incapaces de retomar el control. Al contrario que los aviones soviéticos con los que la tripulación sí estaba familiarizada, no se activó ninguna alarma audible cuando se produjo la desconexión parcial del piloto automático y, por esta razón, permanecieron en el desconocimiento de qué estaba sucediendo. A consecuencia de la investigación del accidente, se recomendaron un buen número de cambios de diseño en el sistema de piloto automático del A310.

## Incidente

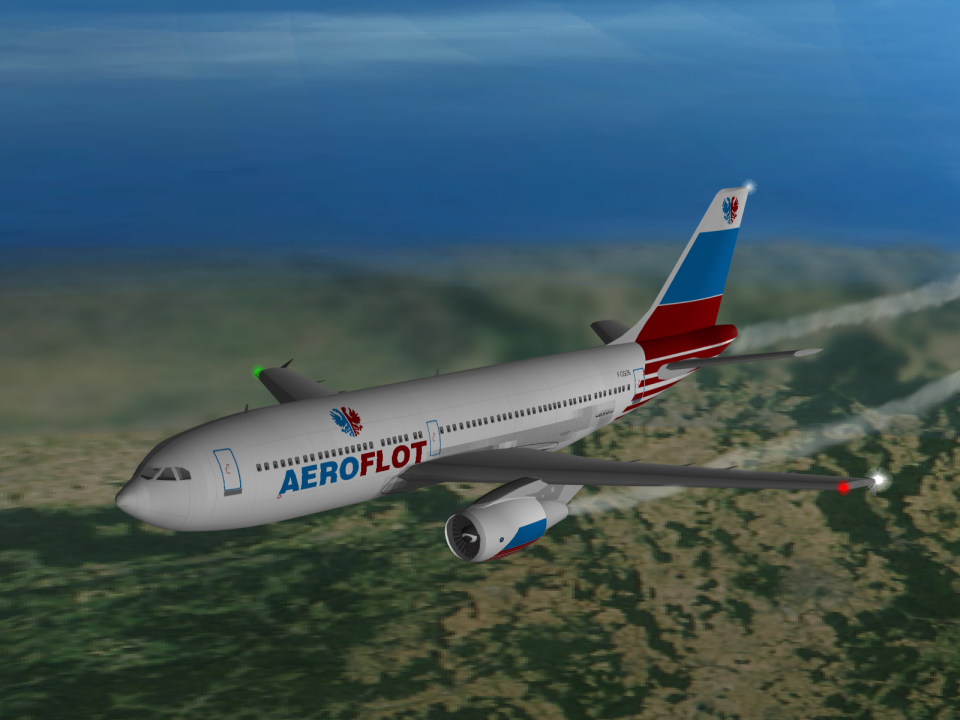
Ilustración del A310 F-OGQS.

El avión estaba en ruta desde el Aeropuerto Internacional Sheremetyevo (SVO) de Moscú al antiguo aeropuerto internacional de Hong Kong, en Hong Kong (Aeropuerto Internacional Kai Tak). La mayoría de los pasajeros eran ejecutivos de Hong Kong y Taiwán que se encontraban en Rusia en busca de oportunidades económicas.
El piloto al mando, Yaroslav Kudrinsky (del ruso: «Ярослав Кудринский»), había llevado a sus dos hijos a su primer vuelo internacional y los había ingresado en la cabina de mando mientras estaban en ruta. Aeroflot permitía a las familias de los pilotos viajar con una tarifa reducida una vez al año. Con el piloto automático activado, Kudrinsky, contraviniendo la normativa, les ofreció sentarse en los controles. Primero su hija Yana se sentó en el asiento delantero izquierdo del piloto. Kudrinsky ajustó la dirección del piloto automático para darle la impresión de que estaba haciendo virar el avión, pero sin que llegase a tener verdaderamente el control. A continuación, su hijo Eldar Kudrinsky (del ruso: «Эльдар Кудринский») se ubicó en el asiento del piloto. Al contrario que su hermana, Eldar aplicó la fuerza suficiente a la columna de control como para contradecir al piloto automático durante treinta segundos.
Como nadie en la cabina de mando sabía lo que pasaría al hacer esto, él desconectó el piloto automático de los alerones: el ordenador de a bordo puso los alerones del avión en control manual mientras mantenía el control sobre el resto de sistemas de vuelo. El avión no emitió una señal de alerta audible, únicamente se encendió un indicador de advertencia luminoso. Esto aparentemente pasó desapercibido para los pilotos, quienes habían operado con anterioridad aviones rusos que emitían una señal auditiva de advertencia. El primero en notar un problema fue Eldar, que observó que el avión estaba escorándose a la derecha. Pocos segundos después, el indicador de patrón de vuelo se cambió para mostrar el nuevo patrón de vuelo del avión como viraje. Desde que el viraje se había iniciado, el patrón de vuelo predicho era un viraje de 180°. Esta indicación es similar a la mostrada cuando el avión entra en patrón de espera, donde se efectúa un viraje intencional de 180° para permanecer fijo sobre un punto. Esto ocupó a los pilotos durante nueve segundos.
Pronto el avión sobrepasó los 45° de ángulo (superando el máximo para el diseño). Esto incrementó la Fuerza G sobre pilotos y tripulantes, imposibilitando a la tripulación retomar el control. Después de llegar a un ángulo de noventa grados, las funciones restantes del piloto automático intentaron corregir la altitud del avión poniendo al avión en ascenso prácticamente vertical, cerca del punto de pérdida del avión. El copiloto y Eldar se las ingeniaron para poner nuevamente el morro del avión hacia abajo, lo que redujo la fuerza G sobre los pilotos y posibilitando al capitán tomar los controles. Aunque tanto él como su copiloto retomaron el control, su altitud para entonces era demasiado baja como para recuperarse, y el avión impactó con el terreno a alta velocidad, matando a todos los que viajaban a bordo. Los restos fueron encontrados en una ladera remota a unos 25 kilómetros de Mezhduréchensk, en el suroeste de Siberia. Pese a los esfuerzos de ambos pilotos para evitar el accidente, más tarde se concluyó que solamente tenían que haber soltado los mandos y el avión se hubiese encargado de efectuar las acciones necesarias para prevenir su entrada en pérdida, y por tanto salvar el avión.
Los familiares de las víctimas occidentales arrojaron flores en el lugar del accidente, mientras que los familiares de las víctimas de etnia china arrojaron pedazos de papeles con mensajes escritos en el lugar del siniestro.

## Dramatización
Este episodio fue presentado en la tercera temporada de la serie de televisión canadiense Mayday: Catástrofes aéreas en el episodio "Niños en la cabina".
La novela de Michael Crichton Airframe (1996) presenta un conjunto de circunstancias similares, pero está basada en un incidente distinto de una aerolínea asiática, el vuelo 583 de China Eastern Airlines.

## Número de vuelo
Aunque es una práctica común entre las aerolíneas retirar los números de vuelo de aquellos vuelos envueltos en accidentes fatales, Aeroflot continúa usando el número de vuelo 593 en su vuelo Moscú– Hong Kong. Este vuelo se opera dos veces a la semana (operando sólo los sábados y los domingos). Los vuelos restantes tienen asignados los números 595 y 591.